# シャウエッセン
シャウエッセン（SCHAU ESSEN）は、日本ハムが1985年2月より製造・発売している粗挽きのウインナーソーセージ。それまで魚肉ソーセージや皮無しソーセージのみが普及していた日本で、レストランなどでしか食べられていなかった羊の腸を皮、中身に粗びき豚肉100％を詰めた日本初のオールポーク（粗びき豚肉100％使用）の本格的なウインナーソーセージ。
現在もトップブランドの地位を保持し、同社の主力商品の1つ。

## 来歴
当時の日本において、家庭で食べるウィンナーソーセージとは、いわゆる「赤ウィンナー」や「皮なしウィンナー」（同社においては「ウイニー」が有名）や「魚肉ソーセージ」が一般的で、本格的なソーセージはビアホールや居酒屋などの飲食店で食べるものというイメージが強く、家庭においてはなじみのない食品であった。本格的なウィンナーソーセージであるシャウエッセンは、当時の家庭の食卓においては非常に衝撃的な商品であった。発売から1年で100億円（出荷ベース）を突破し、1989年3月期には300億円に達した。2002年2月1日出荷分から保存料として添加していたソルビン酸の使用を停止し、保存料無添加となった。
保存料無添加化以外の製法の変更は発売以来ほとんどない。パッケージは、発売から37年間巾着型であったが、2022年2月1日に環境負荷低減を目指し、髷状部をカットした「エコ・ピロタイプ」としてリニューアルされた。この変更により包装資材重量が28%減量され、1年間で248トンのプラスチックを削減した。これは力士約1,536人分の重さであり、550ml入りペットボトル約1,127万本分（並べると北海道庁から沖縄県庁までの距離）に換算する。
それまで日本では「ウィンナーソーセージは、フライパンで焼いて食べるもの」というイメージが強かったが、馴染みがなかった本場ドイツの「ソーセージを茹でて食べる」という調理法を提唱し、販売を拡大した。
発売開始以来、噛み切ったりフォークに刺したりしたときなどの「パリッ」という音を強調し「美味なるものには音がある」をキャッチフレーズとしたテレビCMを放送している。1985年、日経流通新聞のヒット商品番付で東の小結を獲得した。2009年には、生誕25周年を記念し、原点回帰ともいえる内容の新作CMが製作され、ニューヨークの名門クラブ「ダウンタウンアソシエーション」にて、ブロードウェイのダンサーを多数集め大規模なロケが行われた。音楽は荻野清子が担当した。
商品名はドイツ語の単語からの造語で、観ること・観劇を意味する「シャウ」（Schau、英語のshowに相当する）と、食卓や食べ物を意味する「エッセン」（Essen）を合わせ「楽しい意味を込めてネーミング」された。
他社の競合商品には、伊藤ハムのアルトバイエルン、丸大食品の燻製屋、プリマハムの香薫などがある。
姉妹品として「エッセンフルト」「エッセンバーグ」「エッセンポルカ」「シャウシンケン」があったが、いずれも終売している。

## CM出演者
- 久保田利伸（1994年 - 1999年）
- 竜雷太
- 小笠原道大
- 稲葉篤紀
- 金子誠
- 森本稀哲
- 黒川芽以
- 和牛
- 橋本愛
- 金子大地
- ジェシー・森本慎太郎（SixTONES）

## 商品ラインナップ
- シャウエッセン
- シャウエッセン スペシャルロング
  - シャウエッセンよりも少し長めのロングタイプ。
- ロングシャウエッセン
  - ホットドッグにもぴったりな長さで、朝食からブランチや夕食、ビールのおつまみなど、幅広いメニューに使えるロングサイズ。
- シャウエッセン メガロング
  - シャウエッセン史上最長となる25cm。パンに挟んでホットドッグにしても、バーベキューで焼いてもインパクト抜群。現在は、終売。
- 小さなシャウエッセン
  - シャウエッセンの2/3の切らずに使えるサイズ。スープなどの料理にはもちろん、いろいろなアイデアレシピに使える。
- シャウエッセンマスタード マイルド
  - シャウエッセンなどのソーセージにぴったりの辛さ控えめの粒マスタード。
- シャウエッセンマスタード ホット
  - シャウエッセンなどのソーセージにぴったりの辛口の粒マスタード。
- レンジシャウエッセン[11]
  - セブンイレブン専売商品。電子レンジ調理に最適化したパッケージを採用。なお、通常パッケージの商品においても2019年正式に電子レンジ調理を公認した[12]。
- シャウエッセン とろける4種チーズ
  - 4種チーズ（チェダーチーズ、カマンベールチーズパウダー、ゴーダチーズ、パルメザンチーズ）を、あらびきのシャウエッセンの肉に混ぜ、天然の羊腸に詰めた商品。シャウエッセンのパリッと感や旨みはそのままに、濃厚なチーズが味わえる。
- シャウエッセン　ホットチリ
  - 旨味成分を加えた唐辛子をあらびきのシャウエッセンの肉に混ぜ、天然の羊腸に詰めた商品。
- シャウエッセン　クラシック
  - 豚肉のあらびき肉を天然の羊腸に詰めた商品。
- シャウエッセン 北海道 プレミアム
  - 北海道産原料を使った商品。シャウエッセンより太め。

- シャウエッセン おいちぃず 
  - 濃厚な5種のチーズ（チェダーチーズ、クリームチーズ、カマンベールチーズパウダー、ゴーダチーズ、パルメザンチーズ）を混ぜた、やさしい味わいのチーズ入りシャウエッセン。子どもでも食べやすいマイルドな設計[13]。

- シャウエッセン パワ辛
  - スモークの香ばしさとあらびき肉の旨味に、刺激的な辛さを加えた商品。辛党向けの味わいで、クセになる辛さが特徴[14]。

- シャウスライス
  - シャウエッセンの味わいをスライスハムにした商品。あらびき豚肉とスモークの香ばしさを活かし、朝食やサンドイッチに使いやすい薄切りタイプ[15]。